# Nitin Saxena
Nitin Saxena (* 3. Mai 1981 in Allahabad) ist ein indischer Informatiker und Mathematiker, bekannt für den AKS-Primzahltest, den er als Student mit seinem Professor Manindra Agrawal und seinem Kommilitonen Neeraj Kayal entwickelte und der 2002 veröffentlicht wurde.
Saxena wurde 2006 am Indian Institute of Technology Kanpur bei Agrawal promoviert (Morphisms of Rings and Applications to Complexity). Zuvor erwarb er dort 2002 seinen Bachelor-Abschluss und war 2003/04 an der Princeton University und 2004/05 an der National University of Singapore. Als Post-Doktorand war er 2006 bis 2008 am Centrum Wiskunde & Informatica in Amsterdam und 2008 bis 2013 als Junior Fellow am Hausdorff-Zentrum für Mathematik der Universität Bonn. 2013 wurde er Professor am Indian Institute of Technology Kanpur.
Er befasst sich mit algebraischer Komplexitätstheorie.
Für den AKS-Primzahltest erhielt er mit Agrawal und Kayal 2006 den Gödel-Preis und den Fulkerson-Preis. Für 2018 wurde ihm der Shanti-Swarup-Bhatnagar-Preis zugesprochen.

## Schriften
- mit Kayal: Polynomial identity testing for depth 3 circuits, 21. IEEE Conference Computational Complexity, 2006, S. 9–17